# Altstadt Dorfen

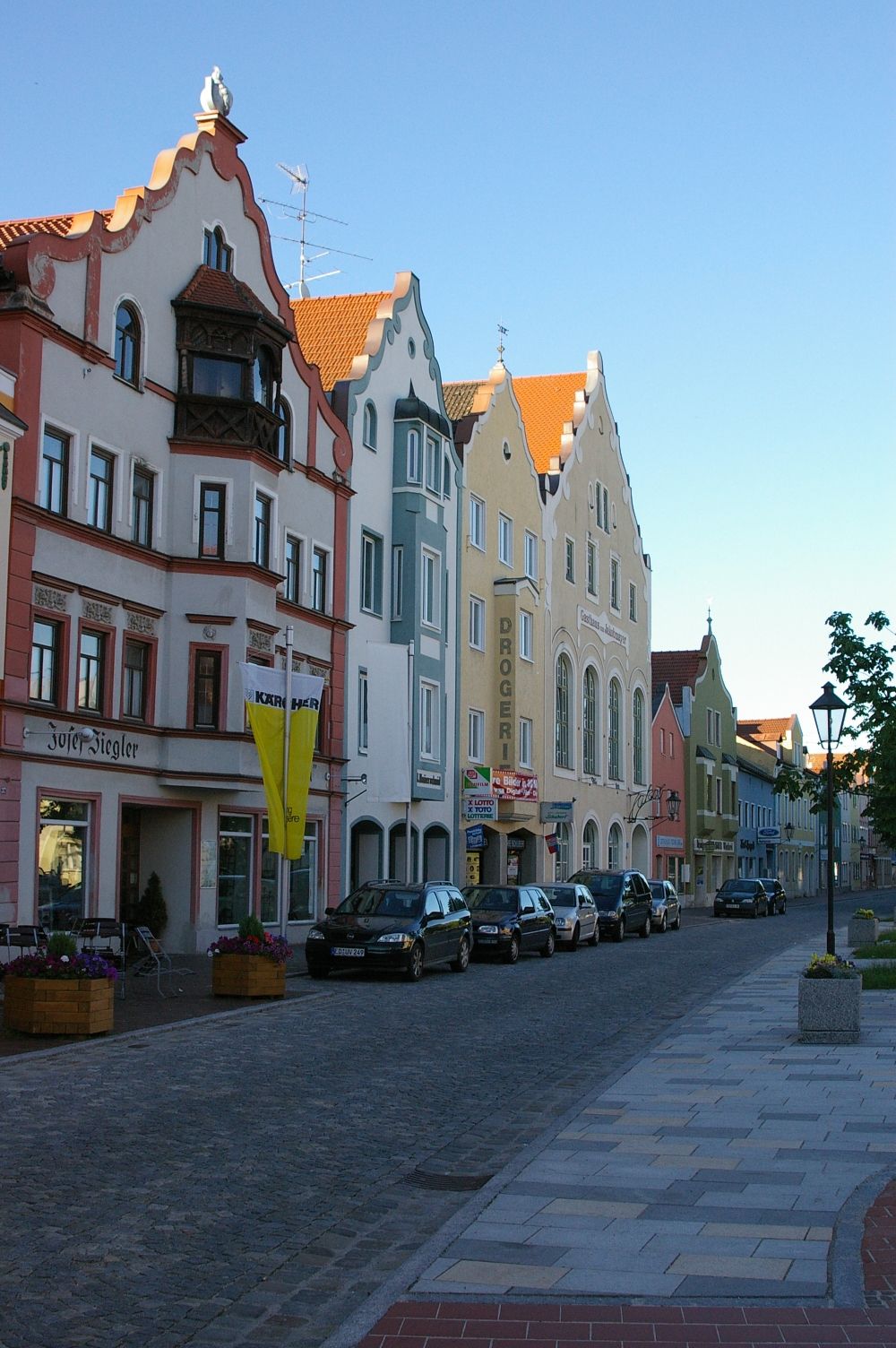
Bürgerhäuser am Unteren Markt

Die Altstadt von Dorfen, einer Stadt im oberbayerischen Landkreis Erding, wurde von 1229 bis 1237 angelegt. Sie besteht aus vier Marktplätzen unterschiedlicher Länge und Breite, an deren Schnittpunkt sich die kleine Marktkirche St. Veit erhebt, sowie ein paar Verbindungsgassen.

## Beschreibung

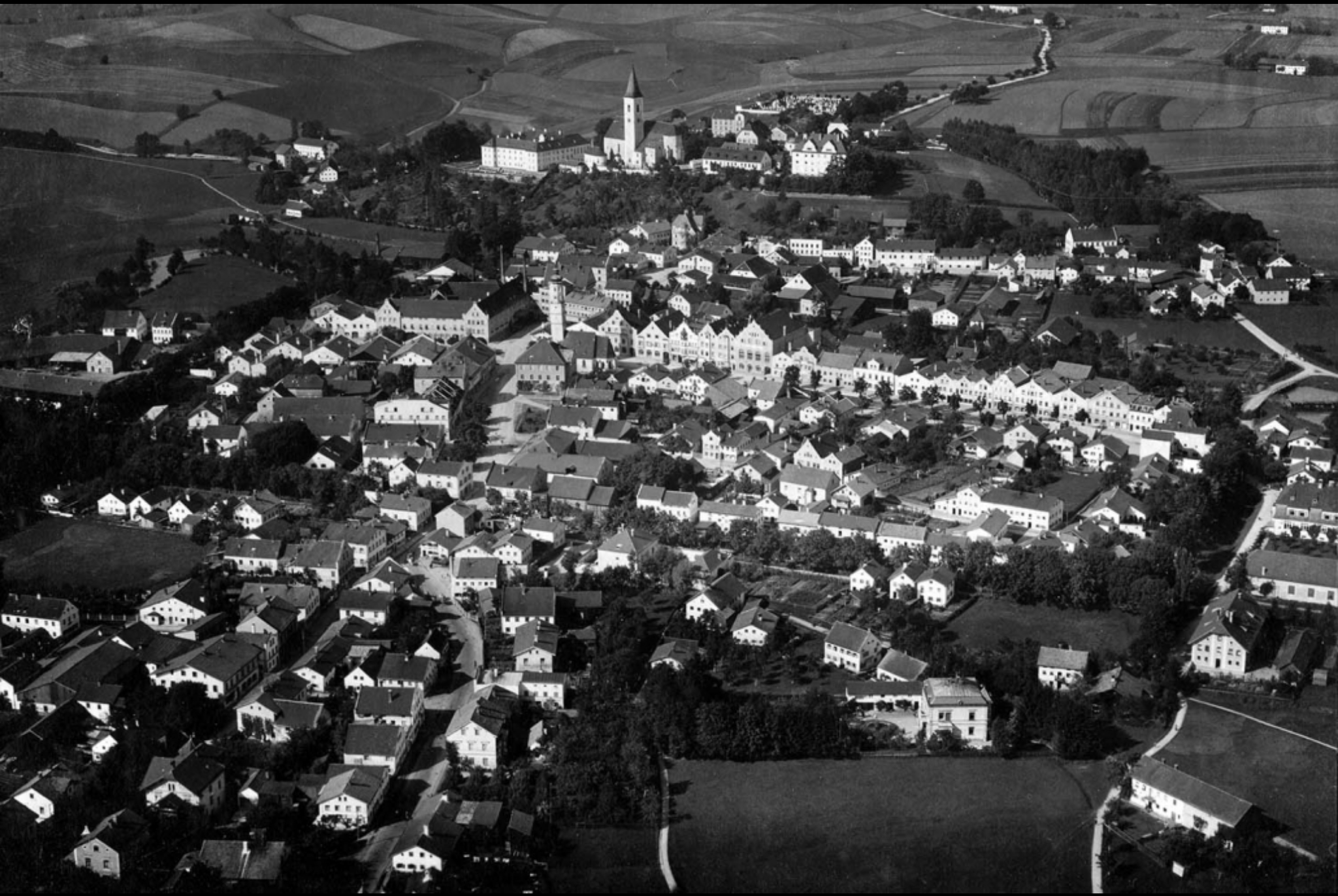
Gesamtansicht der Altstadt in der ersten Hälfte des 20. Jhd.

Der Marienplatz im Westen ist 85 m lang und 40 m breit, der Rathausplatz im Süden ist 130 m lang und 20 bis 35 m breit, der Untere Markt im Osten ist 230 m lang und 40 bis 34 m breit, der Kirchtorplatz im Norden ist 40 m lang und 30 m breit. Von der mittelalterlichen Befestigung mit Wallanlage (mit Palisaden), Wassergraben und vier Toren bestehen noch das Isener Tor, das Kirchtor und das Altöttinger Tor. Das Haager Tor wurde um 1890 abgebrochen. Zu dieser Zeit wurde auch die Wallanlage entfernt sowie der Wassergraben zugeschüttet und als Fußweg angelegt.
An sehenswerten Bürgerhäusern sind zu nennen: Zum Pollin, Gasthaus zum Jakobmayer, Wailtl (dessen Eckgebäude ist eines der älteren Häuser in Dorfens, 14. oder 15. Jahrhundert). Die, am 14. August 1864 eingeweihte Mariensäule von Simon Geigenberger (1808–1880) aus Wasserburg ist eine Stiftung des damaligen Dorfner Pfarrers Anton Schmittner (1807–1877). Die Einweihung erfolgte am Vorabend von Maria Himmelfahrt und aus Anlass des 10-jährigen Jubiläums des päpstlichen Dogmas der Unbefleckten Empfängnis. Die Säule gab danach dem Platz seinen jetzigen Namen, der vordem Schrannenplatz (Getreidemarkt) hieß. 1998 wurden die historisch wertvollen Häuser Diemer und Heilmeier abgebrochen und durch einen modernen Passagen-Geschäftsbau (Marienhof) mit Hotel und Post ersetzt. An der Ecke Rathausplatz/Brandstattgasse befindet sich das evangelische Gemeindezentrum mit der 1991/92 östlich angebauten Versöhnungskirche.
Im Sitzungssaal des Rathauses befinden sich die sogenannten Rathausbilder des Malers Gregor Sulzböck aus den Jahren 1686 bis 1690. Sie wurden lange Zeit dem bayerischen Hofmaler Johann Kaspar Sing zugeschrieben. Die Themen der Bilder mit überwiegend religiösen Motiven sind: „Larus und der reiche Prasser“, „Maria und Martha“, „Die Hochzeit zu Kana“, „Christis vor dem Hohen Rat“, „Die letzten Dinge“ und „Salomons Urteil“.
Südlich und nördlich der Altstadt sind noch kleine (historische) Vorstädte angesiedelt. Im Norden um den Johannisplatz mit der sehenswerten Zieglervilla, von dem die Treppe zur Pfarrkirche abgeht, und im Süden an der Rosenaustraße/Haager Straße/Bahnweg mit der alten Marktschmiede an deren Schnittpunkt.

## Marktkirche St. Veit
Die Kirche ist ein früher Spätgotik-Bau von 1390. Sie besitzt ein dreijochiges Langhaus mit barocker Flachputzdecke und einen zweijochigen Chor mit 3/8-Schluss und gotisches Tonnengewölbe. An der Westwand angebaut ist der hohe, schlanke Turm (der eine ganz leichte Schieflage aufweist) mit barocker Zwiebelhaube, nördlich und südlich davon sind Ladenanbauten. An Ausstattung befinden sich in ihr zwei hochbarocke Seitenaltäre (der nördliche mit dem Gnadenbild aus dem abgebrochenen Rinninger Kirchlein) und ein spätbarocker Hochaltar (1730). Das Wertvollste ist das Deckenfresko mit der historischen Ortsdarstellung von 1799. An der Langhaus-Südwand (innen) sind die Figuren der Vierzehn Nothelfer mit Krönung Mariens aus der abgebrochenen Eibacher Kirche.

## Stadttore
- Isener Tor, ursprünglich spätgotisch, nach 1700 vergrößert als barocker Krüppelwalmdachbau neu errichtet.
- Kirchtor, spätgotisch mit um 1875 angebrachten Neugotik-Staffelgiebel.
- Altöttinger Tor, der einzige im Ursprungs-Zustand (mit Krüppelwalmdach) erhaltene spätgotische Torbau Dorfens.[4]

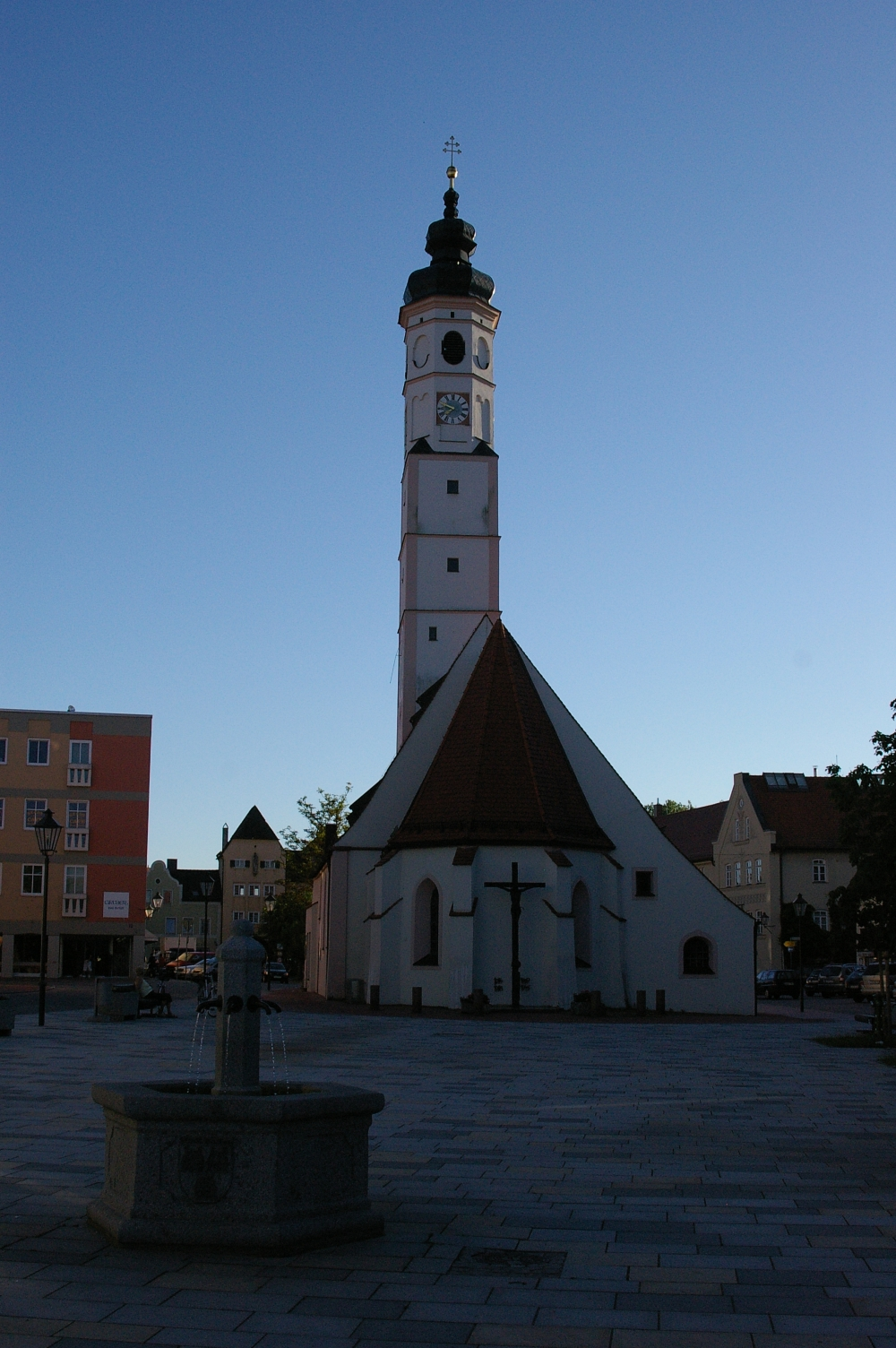
Kirche St. Vitus am Marktplatz
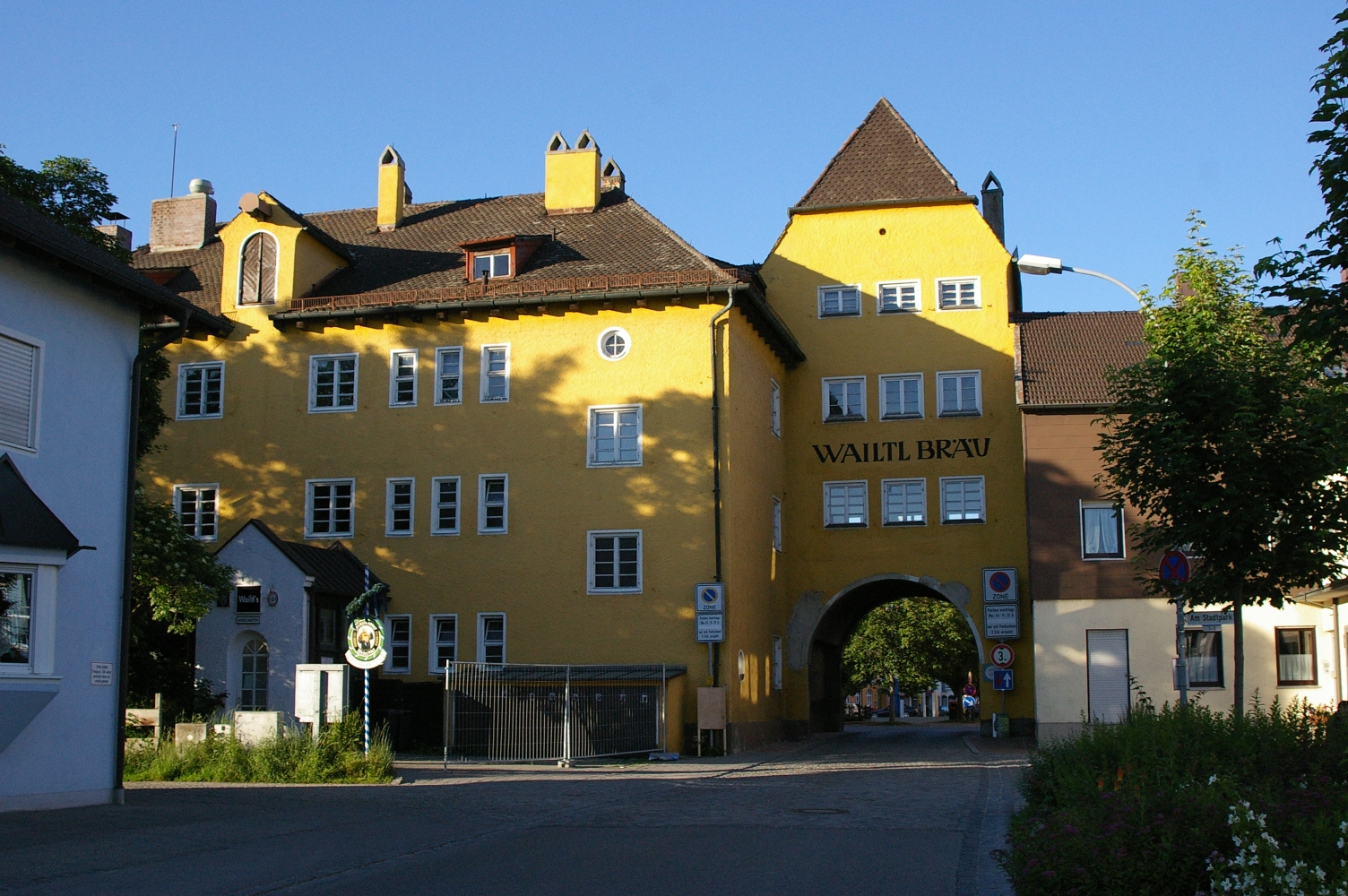
Isener Tor zum Marienplatz
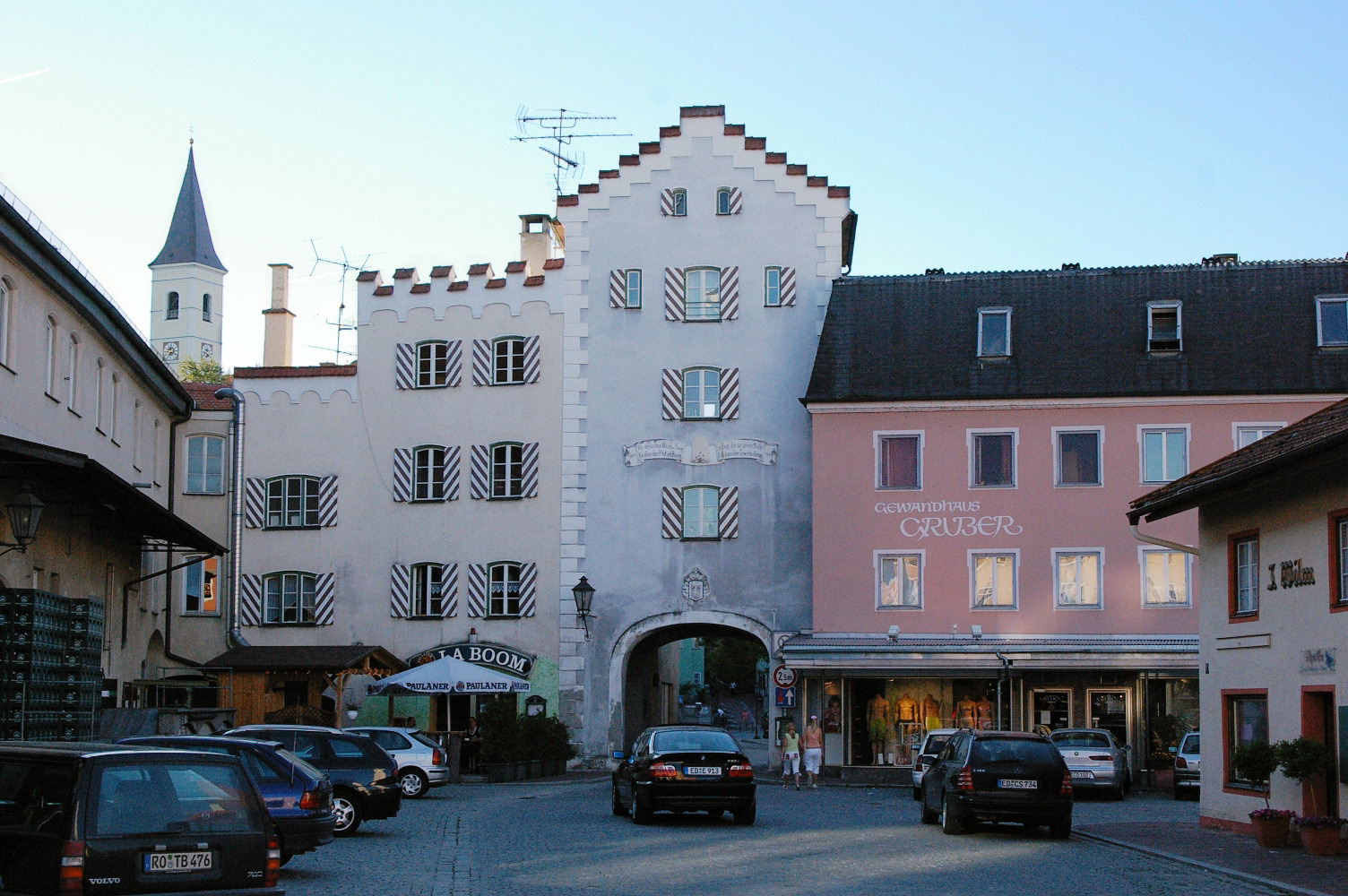
Kirchtor von der Marktplatz-Kreuzung
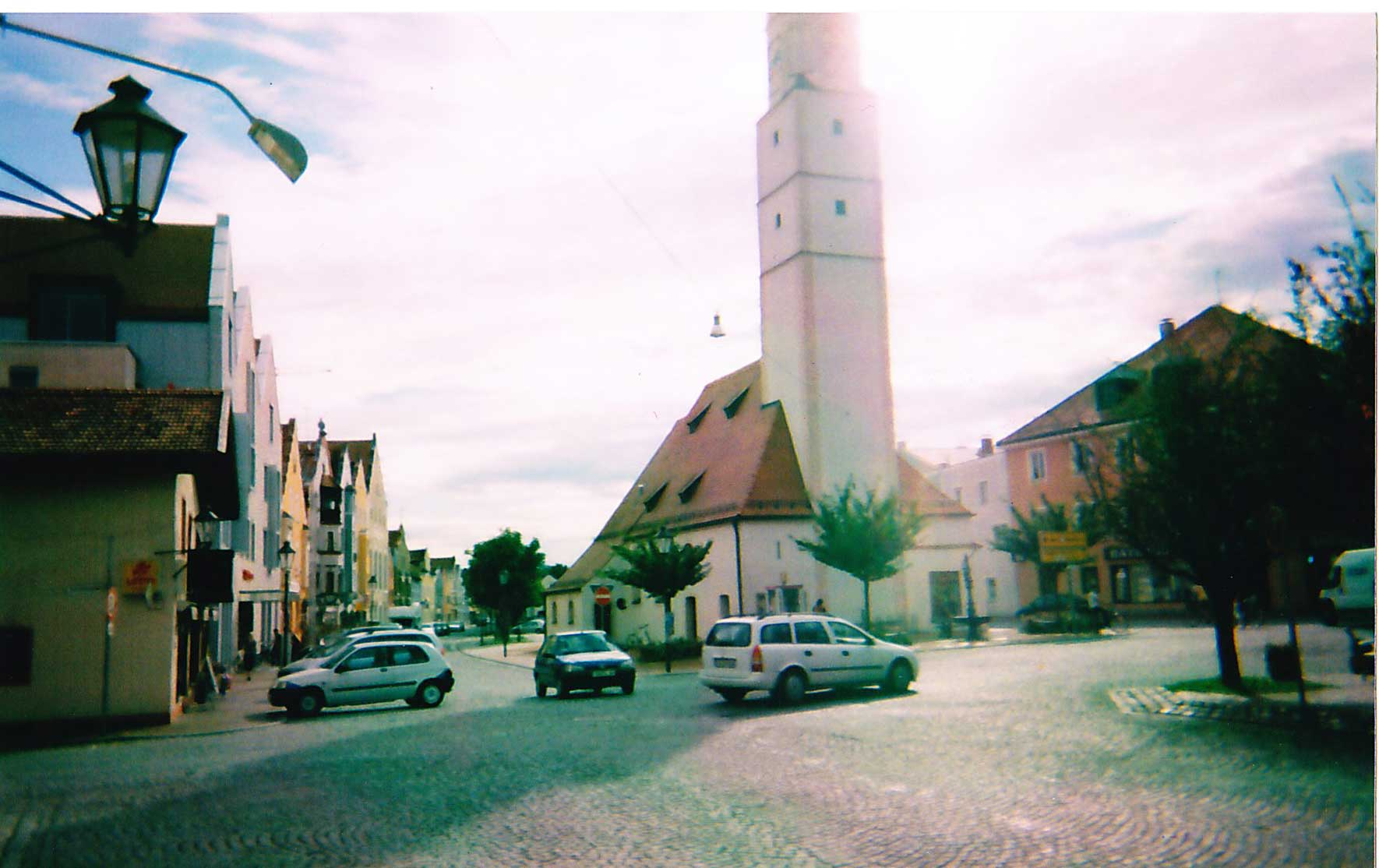
Unterer Markt (Nordseite mit Marktkirche)
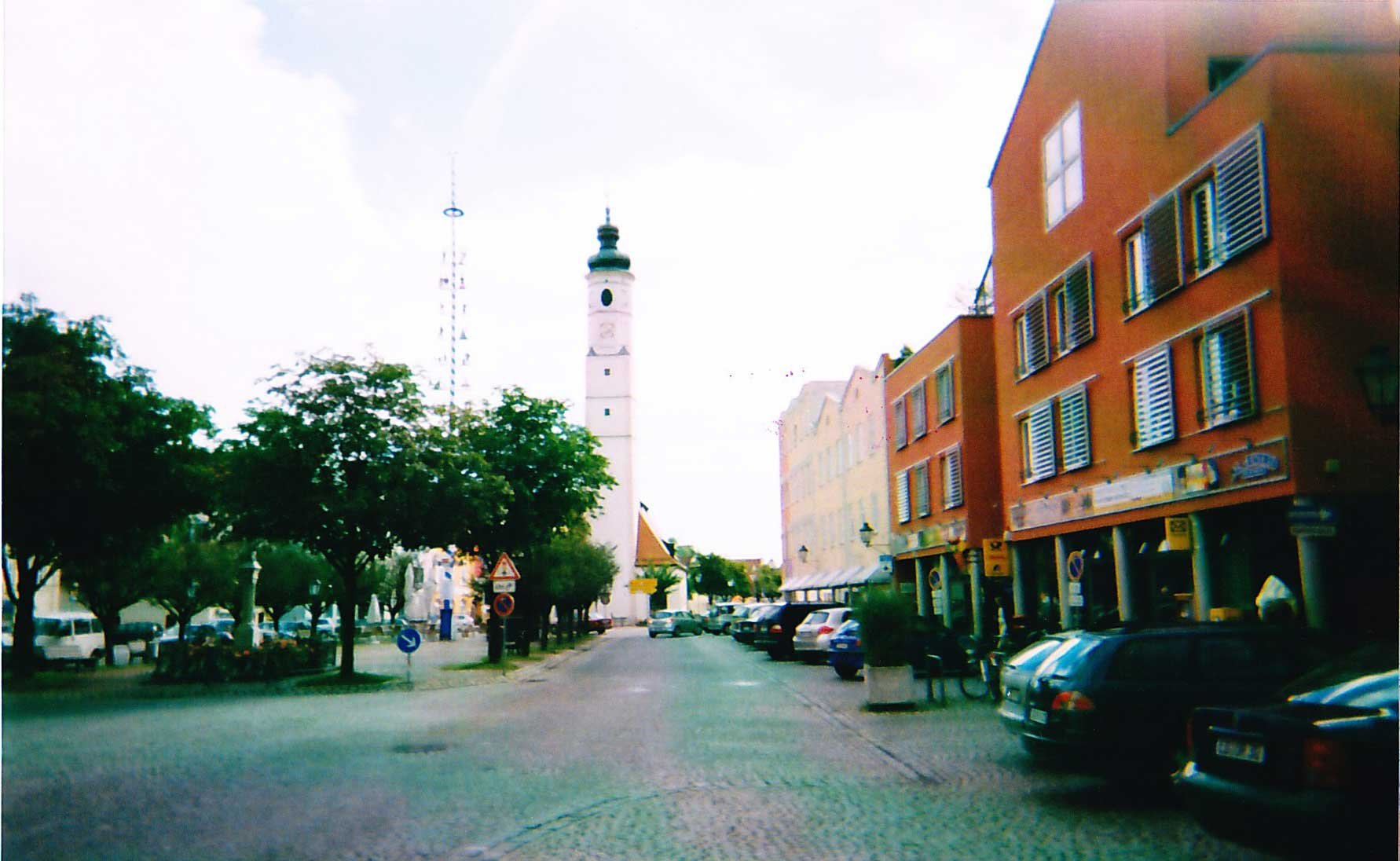
Marienplatz mit Marktkirche
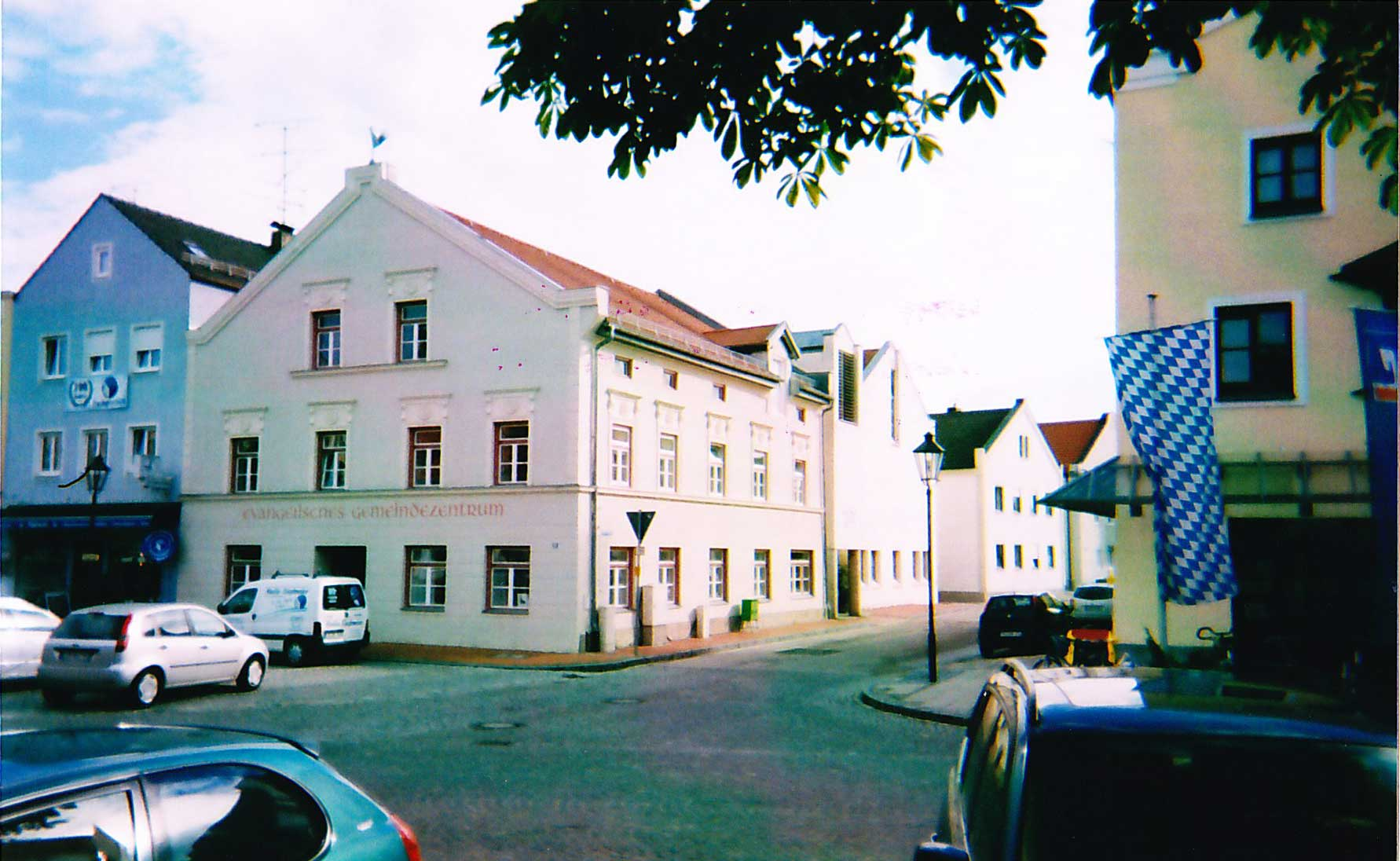
Ev. Gemeindezentrum mit Versöhnungskirche
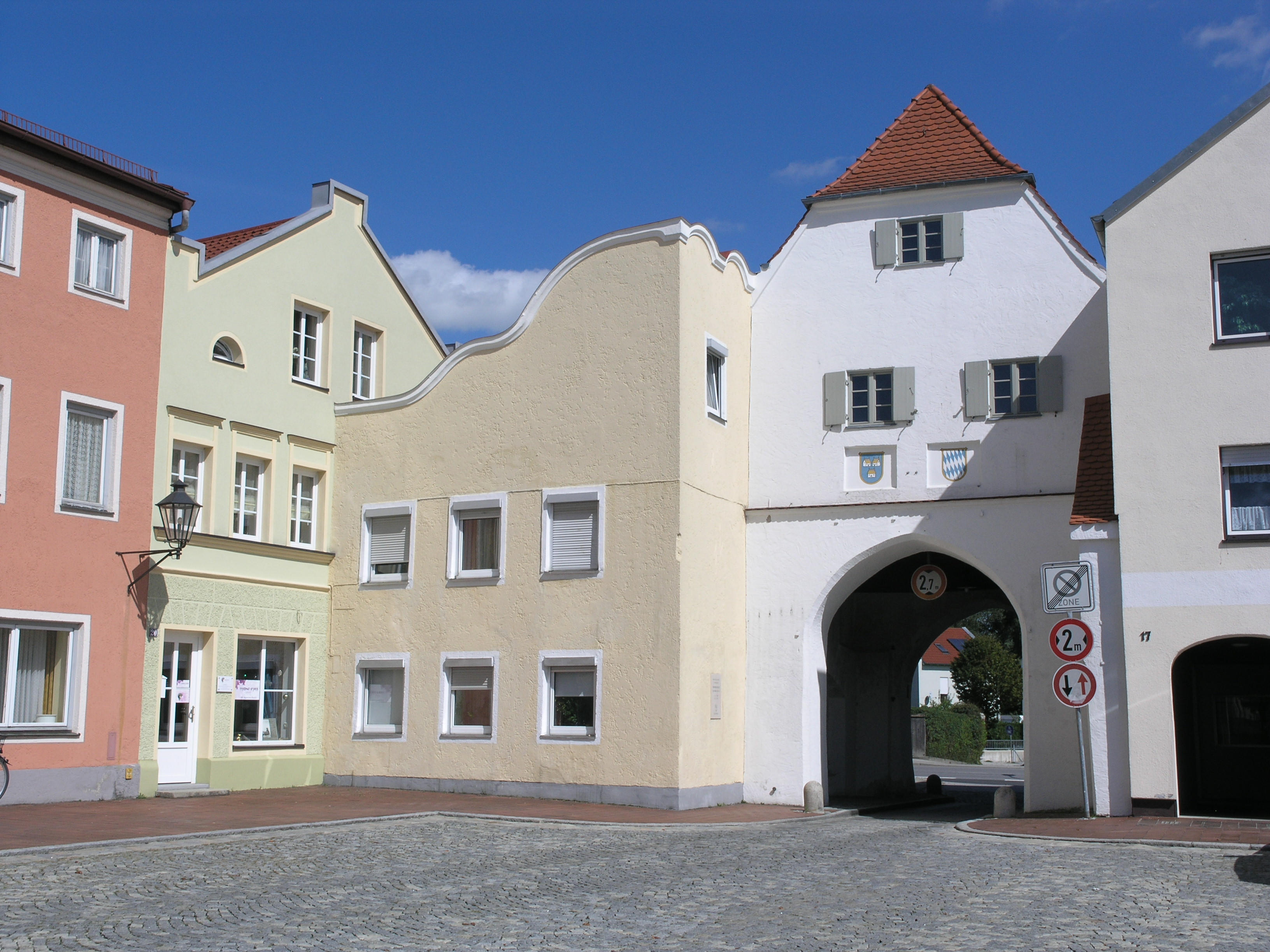
Altöttinger Tor
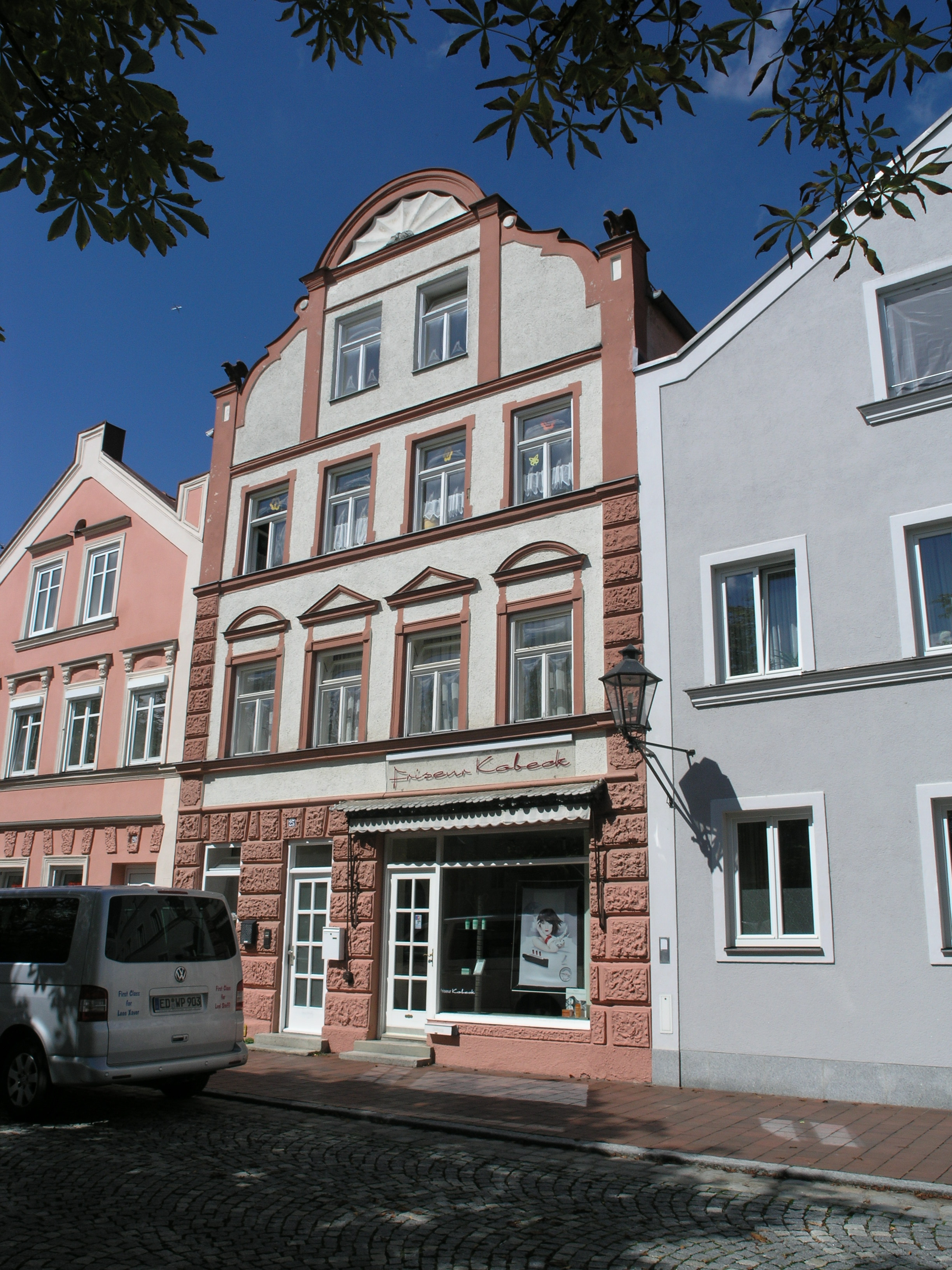
Bürgerhaus am Unteren Markt
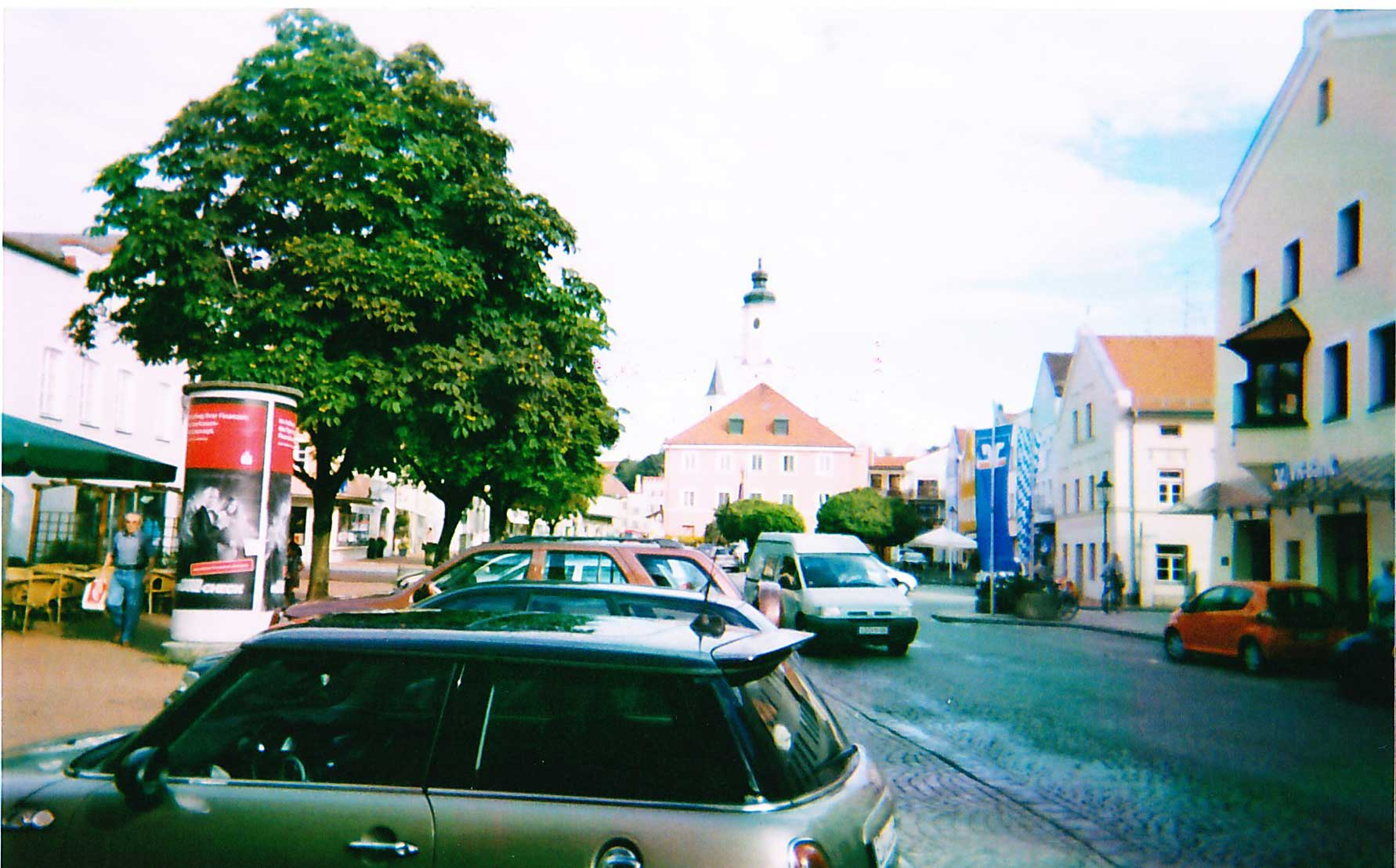
Der Rathausplatz
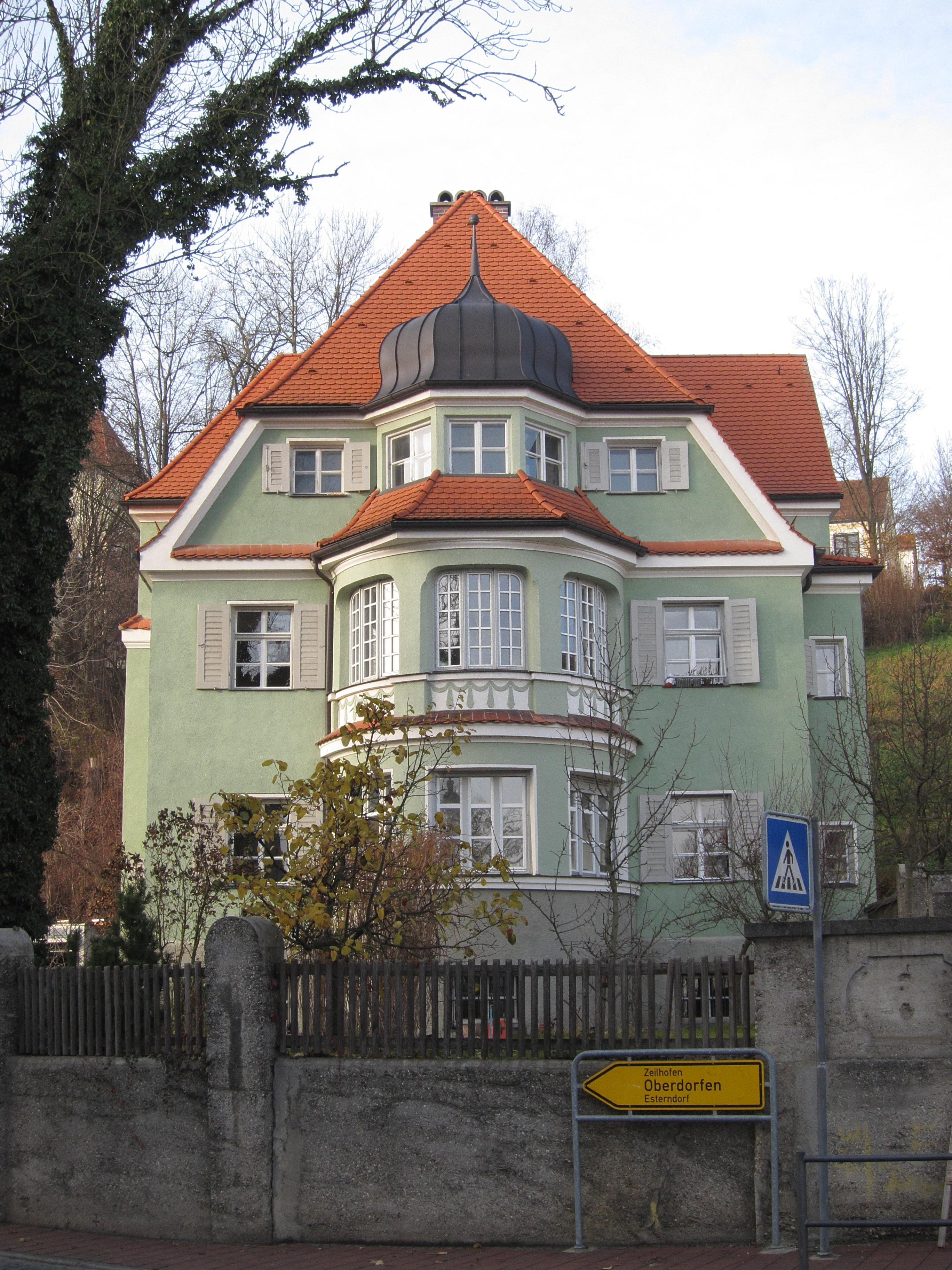
Die Zieglervilla i. d. nördlichen Vorstadt um den Johannisplatz
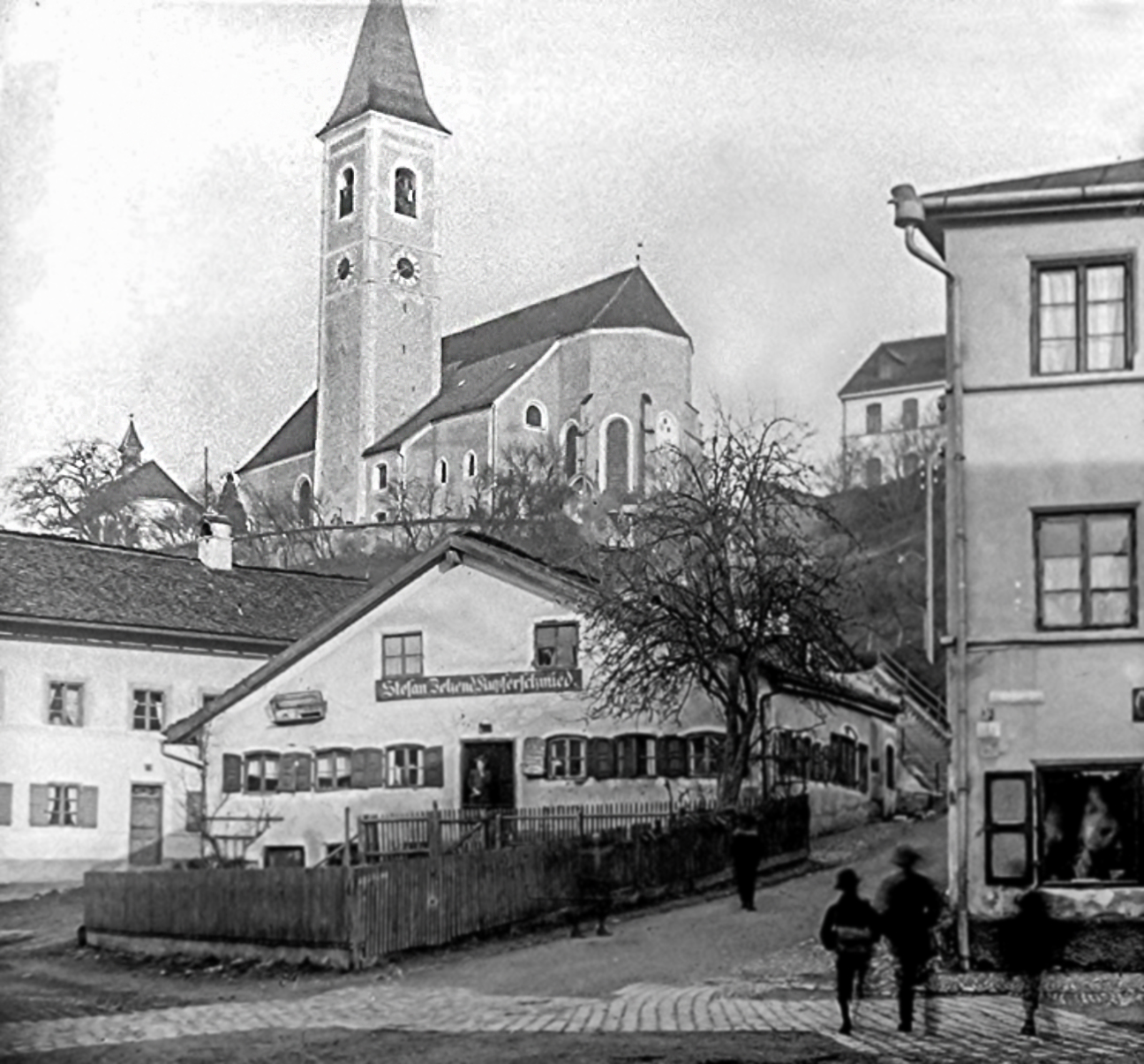
Johannisplatz-Nordseite um 1900

## Etwas außerhalb gelegen
- Pestkirche St. Sebastian, um 1635 250 Meter südwestlich auf dem damaligen Pestfriedhof mit einem östlich am Chor angebauten Turm errichtet. Das Langhaus besitzt 3 Joche und der nicht eingezogene Chor 1 Joch und halbrunden Schluss. Im Innenraum Tonnengewölbe mit schwachen Rippen, der spätbarocke Choraltar stammt von um 1730 mit der Skulptur des Kirchenpatrons. Bis zur Errichtung der Versöhnungskirche diente der Bau als evangel. Gotteshaus.
- Etzkapelle, 100 m östlich am Isenkanal gelegen, ist ein Bau von 1706 mit reicher Barockfassade und zierlichen Dachreiter. Am Altar das Gnadenbild in Anlehnung an die Altöttinger Madonna.